# 마치 포 아우어 라이브스
마치 포 아우어 라이브스(영어: March for Our Lives, MFOL; 직역: 우리 생명을 위한 행진)는 2018년 3월 24일 미국 워싱턴 D.C.를 중심으로 진행된, 총기범죄를 규탄하고 총기규제를 요구하는 시위이다. 학생들이 주축이 되어 진행되었으며, 워싱턴 제외한 미 전역 845개 시와 세계 여러 곳에서도 자매행사가 이루어졌다.
세부적으로 시위자들은 총기 쇼에서의 개인판매(Gun Show Loophole) 금지, 1994년 연방 살상용 무기 금지법 부활과 미국 내 대용량 탄창 판매 금지를 요구했다.

## 갤러리

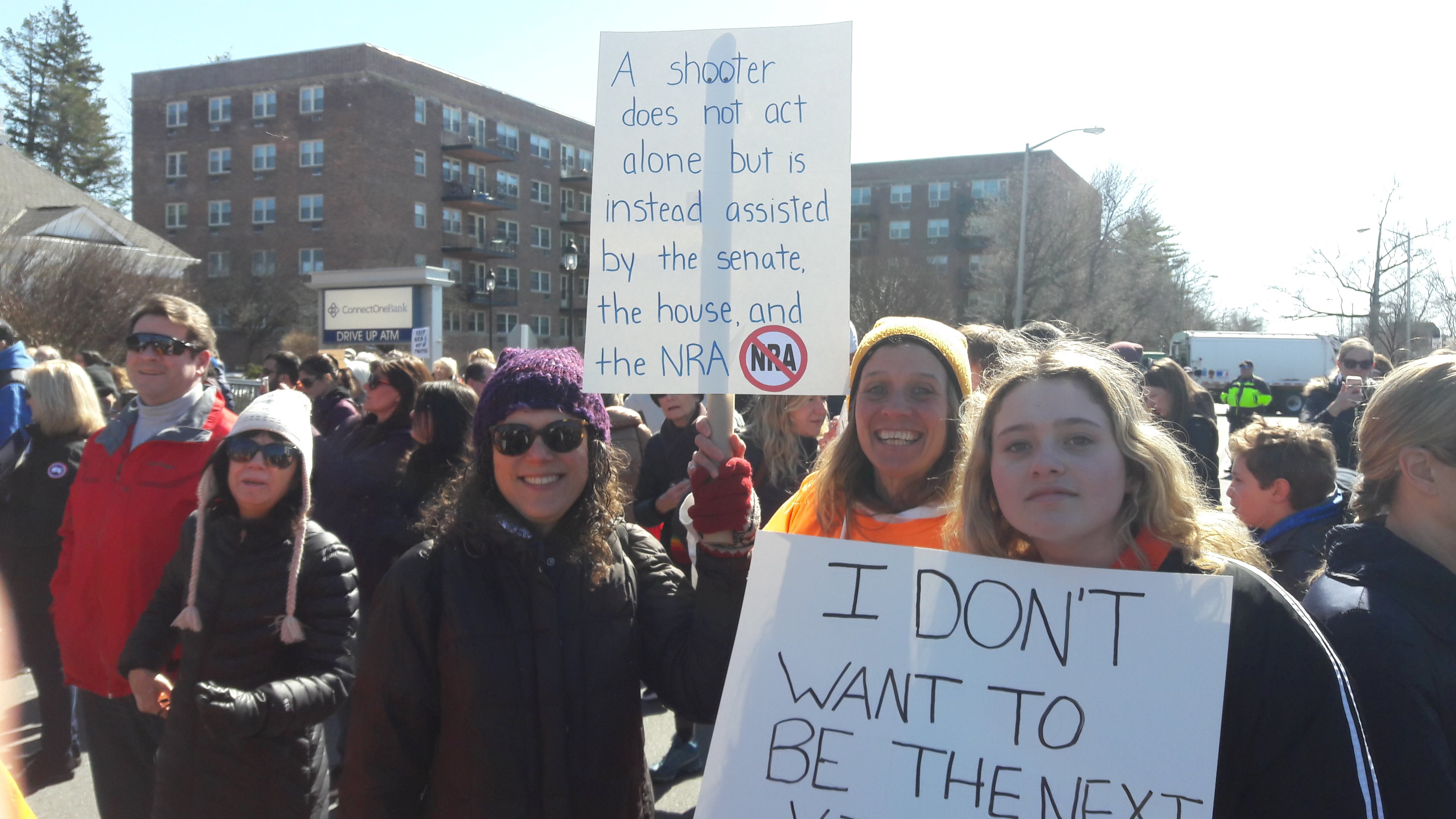
뉴저지주 모리스 타운 시위자들
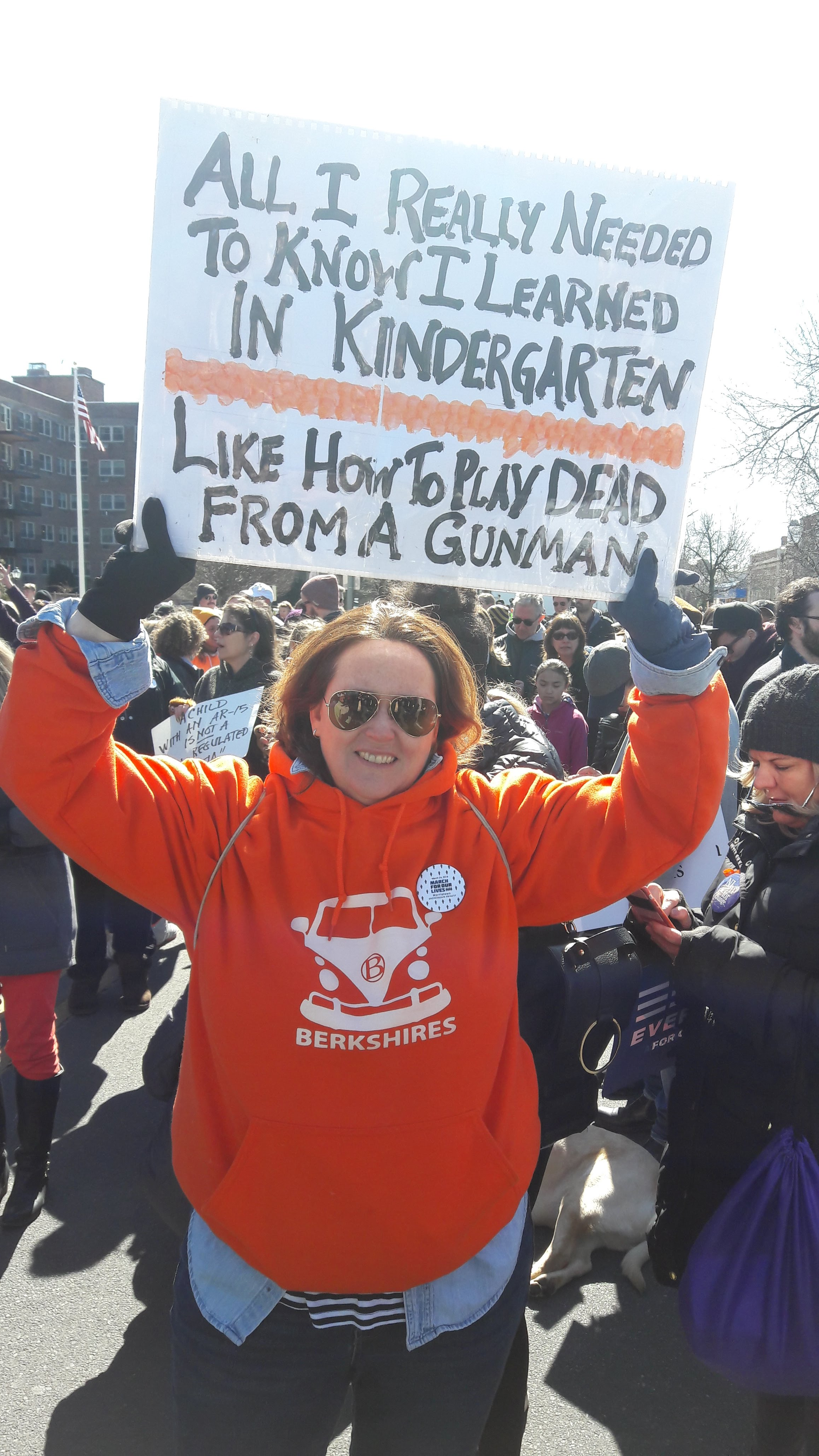
플래카드를 든 시위자
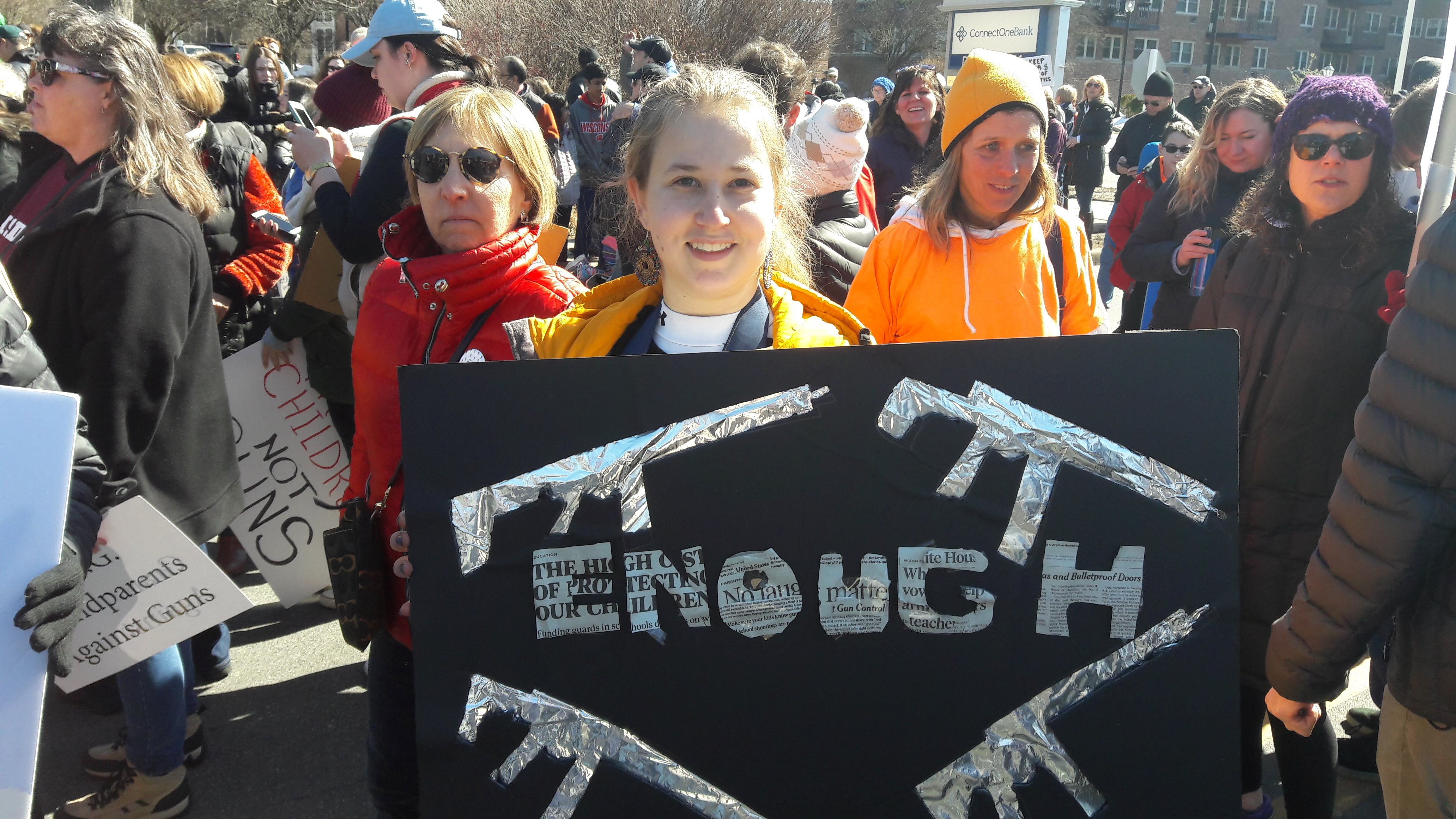
학생 시위자들
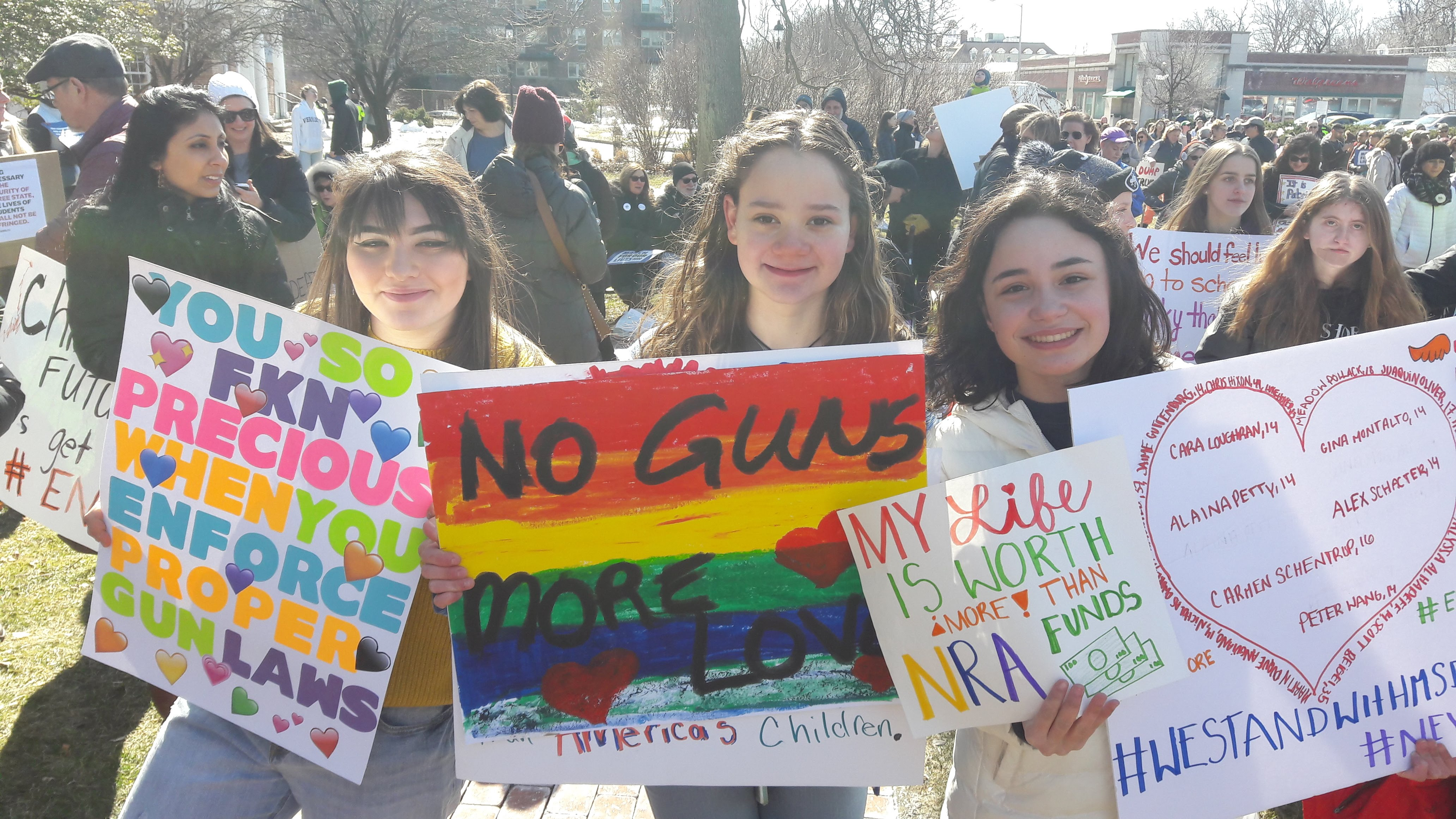
학생 시위자들
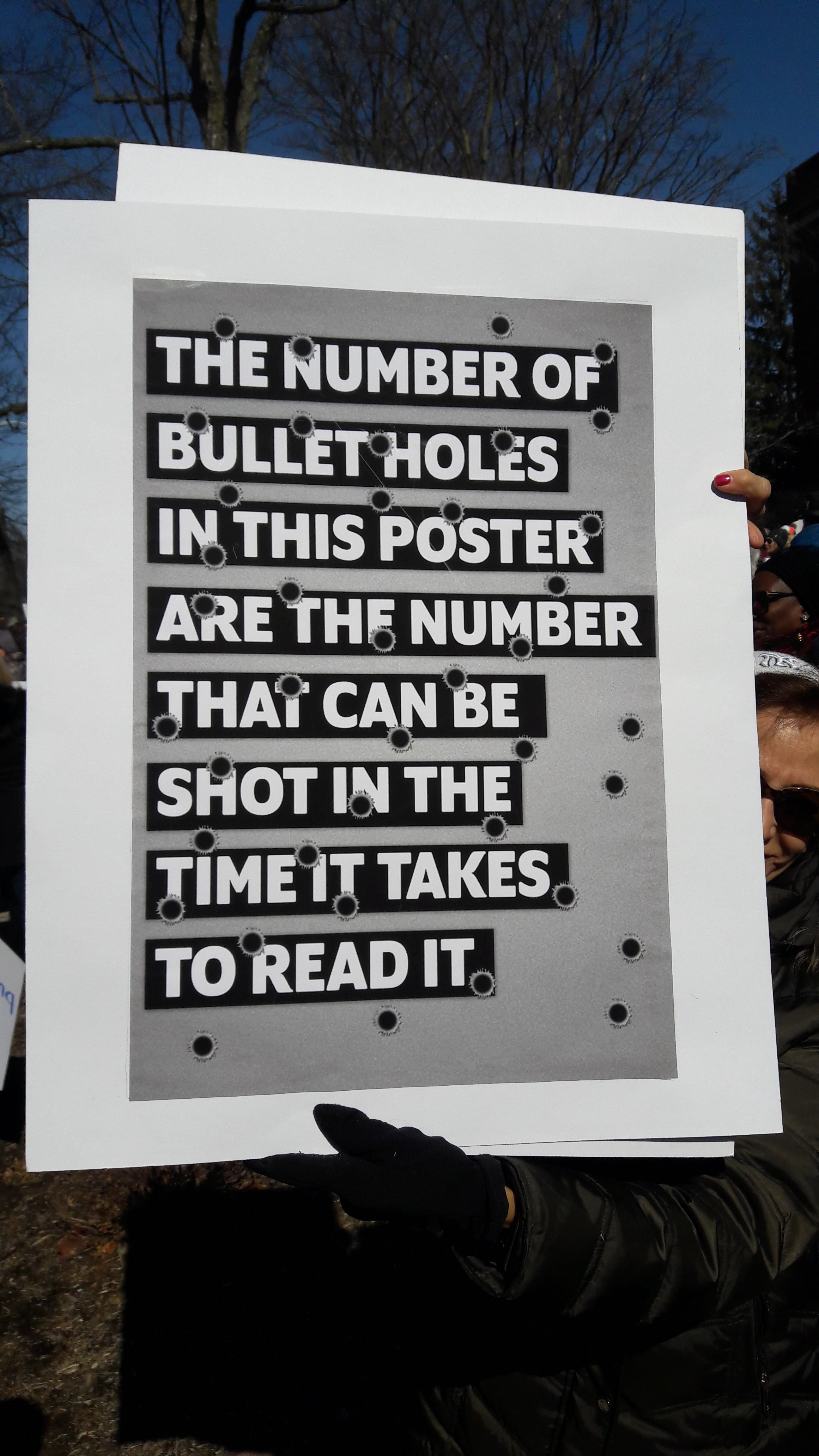
플래카드
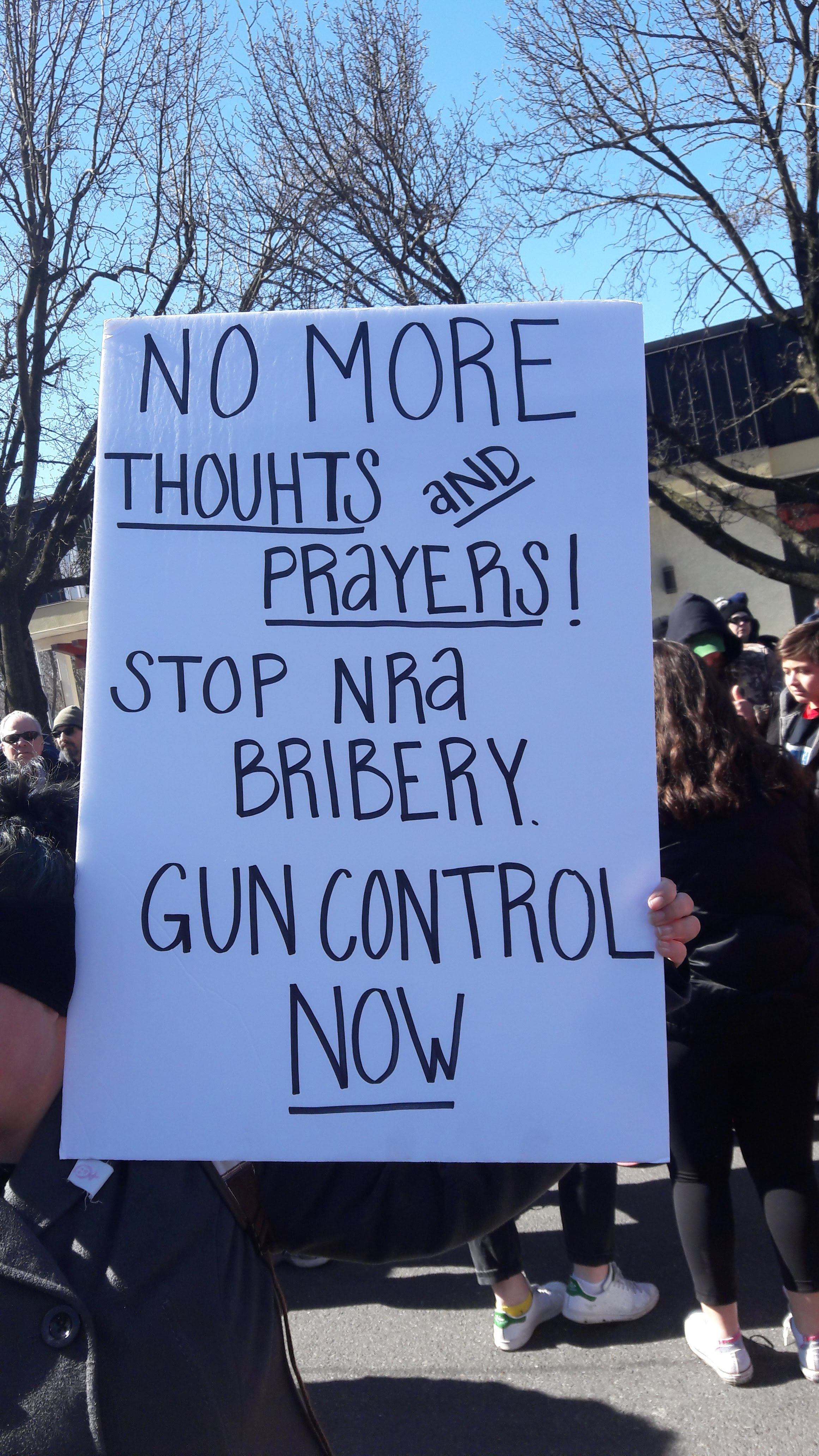
총기규제를 요구하는 문구
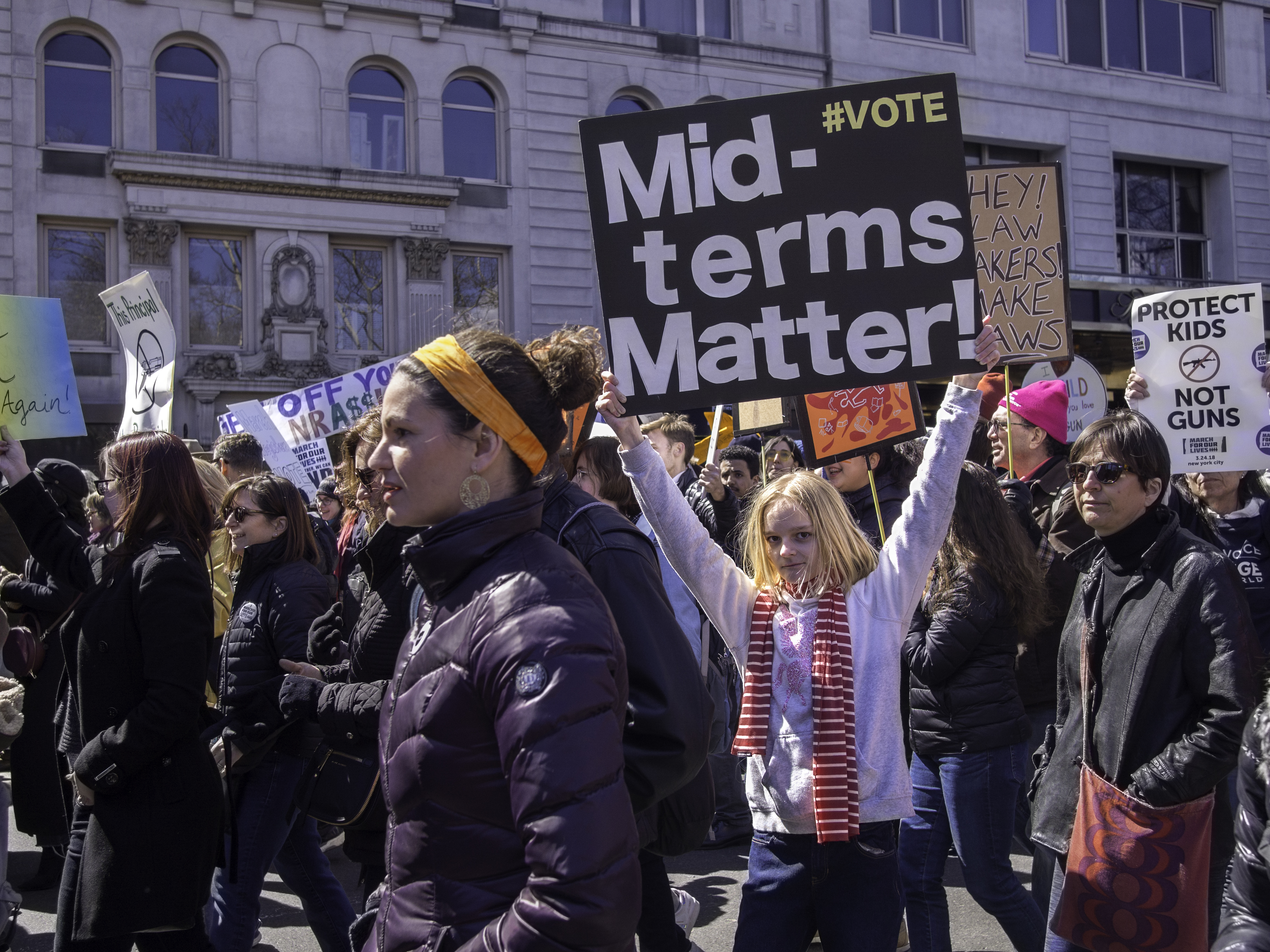
뉴욕 시위자들
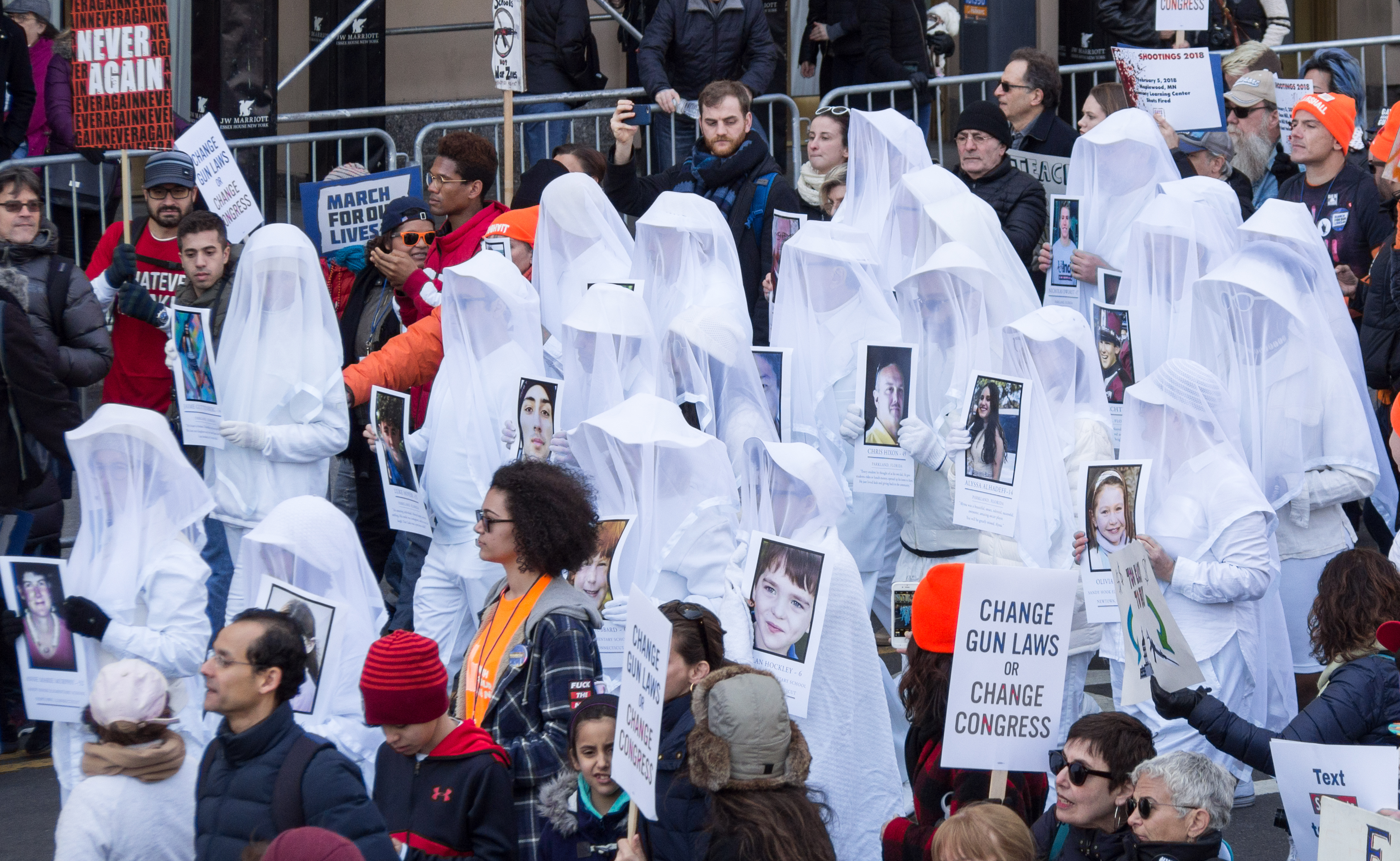
베일을 쓴 채, 총격사고 희생자들의 사진을 든 뉴욕 시위자들

## 같이 보기
- 마저리 스톤먼 더글러스 고등학교 총기 난사 사건
- 전미 총기 협회(NRA)